# Osteoclasie
Osteoclasie is de afbraak van botten door osteoclasten. 
Osteoclasie heeft verschillende functies:
- Vormen van botten tijdens de groei. De overmatig geproduceerde stukken bot worden weer afgebroken.
- Vrijlaten van calcium, zodat de calciumconcentratie in het bloed gelijk blijft.

Wanneer jonge dieren een te grote hoeveelheid calcium binnen krijgen kunnen ze last krijgen van Wobbler.